# Megadontomys thomasi
Megadontomys thomasi је врста глодара из породице хрчкова (Cricetidae).

## Распрострањење
Мексико је једино познато природно станиште врсте.

## Станиште
Врста Megadontomys thomasi има станиште на копну.

## Угроженост
Ова врста се сматра угроженом.

### Популациони тренд
Популација ове врсте се смањује, судећи по расположивим подацима.